# Kristian Egholm
Kristian Egholm, né le 16 mars 2004 à Holbæk, est un coureur cycliste danois. Il est membre de l'équipe Lidl-Trek Future Racing.

## Biographie
Kristian Egholm est originaire d'Holbæk. Son père Henrik dirige l'équipe cycliste Airtox-Carl Ras, qui évolue au niveau continental. Il a aussi un grand frère, Jakob, qui est devenu champion du monde juniors en 2016. Tout comme ce dernier, il pratique le vélo depuis son adolescence. Il prend sa première licence en 2017 dans un club basé sur ses terres natales, alors qu'il est âgé de treize ans. 
En 2022, il devient champion du Danemark du contre-la-montre chez les juniors (moins de 19 ans). La même année, il se distingue dans les épreuves de la Coupe des Nations Juniors en terminant quatrième de Paris-Roubaix juniors, ou encore cinquième de la Course de la Paix juniors. Il représente également son pays aux championnats d'Europe juniors. Après ses bons résultats, Kristian Egholm rejoint naturellement la formation Airtox-Carl Ras en 2023. Il y retrouve à cette occasion son frère Jakob et son père Henrik. 
En 2024, il intègre la réserve de la formation Lidl-Trek en 2024,. Avec la sélection danoise, il s'impose sur l'étape inaugurale de l'Orlen Nations Grand Prix, inscrit au calendrier de la Coupe des Nations Espoirs (moins de 23 ans). Il finit par ailleurs troisième du championnat du Danemark du contre-la-montre espoirs et d'une étape de l'Olympia's Tour.

## Palmarès
- 2021
  - Youth Tour U18 :
    - Classement général
    - 2e étape (contre-la-montre)

  - 2e du championnat du Danemark du contre-la-montre par équipes juniors
  - 3e du championnat du Danemark du contre-la-montre juniors
- 2022
  -  Champion du Danemark du contre-la-montre juniors
  - 1re étape du Youth Tour (contre-la-montre)
  - 3e du Youth Tour
  - 3e du championnat du Danemark du contre-la-montre par équipes juniors
- 2024
  - 1re étape de l'Orlen Nations Grand Prix
  - 3e du championnat du Danemark du contre-la-montre espoirs